# Bas Edixhoven
Sebastiaan Johan « Bas » Edixhoven, né le 12 mars 1962 à Leyde et mort le 16 janvier 2022, est un mathématicien néerlandais, spécialiste de théorie des nombres et de géométrie algébrique.

## Biographie
Edixhoven a fait ses études à Utrecht, où il a soutenu en 1989 une thèse dirigée par Frans Oort. De 1989 à 1991, il a été professeur assistant à l'université de Californie à Berkeley, puis il a passé un an à Utrecht. Il a été professeur à l'université Rennes-I de 1992 à 2002 (1re classe à partir de 1998), puis à l'université de Leyde. Il a été professeur invité en 1997 à Berkeley et en 1998 au Tata Institute à Bombay.
Edixhoven a obtenu, pour partie avec l'un de ses élèves, Andrei Yafaev (de), des résultats liés à la conjecture de Yves André et Frans Oort sur les sous-variétés des variétés de Shimura, en prouvant des cas particuliers. Outre la géométrie algébrique arithmétique, les formes modulaires et la théorie des nombres, il a travaillé sur les codes correcteurs, sur lesquels il a fait des recherches pour le ministère français de la Défense et Canon.
Il est coéditeur de Compositio Mathematica (de 2003 à 2012), du Journal de théorie des nombres de Bordeaux (de 1998 à 2004), des Expositiones Mathematicae et du Journal of Number Theory.
De 1989 à 1992, il a bénéficié d'une bourse d'études Huygens du ministère néerlandais de la recherche. De 1995 à 2002, il a été membre de l'Institut universitaire de France. Il est membre depuis 2009 de l'Académie néerlandaise des sciences, dont il était membre correspondant depuis 2001. Il a été conférencier invité au Congrès européen de mathématiques de 2008 à Amsterdam.

## Sélection de publications
- (en) « Serre's Conjecture », dans Gary Connell, Joseph H. Silverman, Glenn Stevens (éd.), Modular forms and Fermat's Last Theorem, Springer, 1997
- « Le rôle de la conjecture de Serre dans la démonstration du théorème de Fermat », Gazette des Mathématiciens,‎ octobre 1995, p. 25-41
- (en) Avec Jan-Hendrik Evertse (éd.), Diophantine approximation and abelian varieties, Springer, coll. « Lecture Notes in Mathematics » (no 1566), 1997, 2e éd. (1re éd. 1993) (lire en ligne)
- (en) « On the computation of coefficients of a modular form », dans F. Hess, S. Pauli, Michael Pohst (de) (éd.), Algorithmic Number Theory (ANTS VII, Berlin), Springer, coll. « Lecture Notes in Mathematics » (no 4076), 2006 (lire en ligne), p. 30-39